# Подбабље Горње
Подбабље Горње (до 1991. године Горње Подбабље) је насељено место у саставу општине Подбабље, Сплитско-далматинска жупанија, Република Хрватска.

## Географски положај
Налази се у Имотској крајини, 5 км јужно од Имотског.

## Историја
До територијалне реорганизације у Хрватској налазило се у саставу старе општине Имотски.

## Становништво
На попису становништва 2011. године, Подбабље Горње је имало 523 становника.
| Број становника по пописима | Број становника по пописима | Број становника по пописима | Број становника по пописима | Број становника по пописима | Број становника по пописима | Број становника по пописима | Број становника по пописима | Број становника по пописима | Број становника по пописима | Број становника по пописима | Број становника по пописима | Број становника по пописима | Број становника по пописима | Број становника по пописима | Број становника по пописима |
| --------------------------- | --------------------------- | --------------------------- | --------------------------- | --------------------------- | --------------------------- | --------------------------- | --------------------------- | --------------------------- | --------------------------- | --------------------------- | --------------------------- | --------------------------- | --------------------------- | --------------------------- | --------------------------- |
| 1857                        | 1869                        | 1880                        | 1890                        | 1900                        | 1910                        | 1921                        | 1931                        | 1948                        | 1953                        | 1961                        | 1971                        | 1981                        | 1991                        | 2001                        | 2011                        |
| 1.521                       | 2.157                       | 1.341                       | 1.500                       | 1.891                       | 2.008                       | 3.451                       | 1.814                       | 1.098                       | 928                         | 961                         | 978                         | 910                         | 731                         | 559                         | 523                         |

Напомена: До 1931. исказивано под именом Подбабље, а до 1991. под именом Горње Подбабље. Од 1857. до 1921. садржи податке за насеље Грубине, а у 1857. и 1869. за насеље Подосоје (општина Руновићи), у 1857., 1869. и 1921. за насеље Каменмост, а у 1869. и 1921. за насеље Друм.

### Попис1991.
На попису становништва 1991. године, насељено место Горње Подбабље је имало 731 становника, следећег националног састава:
| Попис 1991.‍  | Попис 1991.‍  | Попис 1991.‍ | Попис 1991.‍ | Попис 1991.‍ |
| ------------ | ------------ | ----------- | ----------- | ----------- |
|              |              |             |             |             |
| Хрвати       | Хрвати       |             | 683         | 93,43%      |
| Срби         | Срби         |             | 27          | 3,69%       |
| Муслимани    | Муслимани    |             | 2           | 0,27%       |
| Црногорци    | Црногорци    |             | 2           | 0,27%       |
| Македонци    | Македонци    |             | 1           | 0,13%       |
| неопредељени | неопредељени |             | 4           | 0,54%       |
| регион. опр. | регион. опр. |             | 1           | 0,13%       |
| непознато    | непознато    |             | 11          | 1,50%       |
| укупно: 731  |              |             |             |             |